# Wilhelm Worringer
Wilhelm Worringer, född 13 januari 1881 i Aachen, död 29 mars 1965 i München, var en tysk konsthistoriker. Tillsammans med Henri Bergsons L'Evolution créatrice (1907) tillskrivs Worringer en betydande del av den ideologiska grunden för expressionismen. Han anses dessutom ha varit den som myntade detta begrepp i sitt konsthistoriska arbete Abstraktion und Einfühlung (1907).

## Metod
Wilhelm Worringers metodik visade sig tydligast i hans avhandling Abstraktion und Einfühlung, framlagd i Bern 1907. I den delade Worringer generellt in strömningarna inom konsten i Abstraktion (som människors reaktion på en förvirrande omvärld och sin förlorade ställning i världsalltet) och Einfühlung ("inkännande") (vilket var detsamma som ett naturefterliknande drag.) Hans formel: "Estetisk njutning är objektifierad självnjutning" kunde översättas till: "Vi avnjuter i form av ett konstverk oss själva.. "På samma sätt som lusten till inkännande är en förutsättning för en tillfredsställande estetisk upplevelse av skönheten hos det organiska, så finner abstraktionslusten sin skönhet i det livsförnekande oorganiska, i det kristallklara, allmänt hållna, i all abstrakt lagbundenhet och nödvändighet." I Alois Riegls efterföljd anses han därmed konsthistoriskt ha grundlagt en framväxande numera klassisk modernism och knutit samman expressionismen med den europeiska konsthistoriens tradition.  

## Lärosäten
Efter sitt arbete Formprobleme der Gotik blev Wilhelm Worringer docent vid Berns universitet. Han undervisade från 1915 som privatdocent och åren 1925-28 som professor vid Bonns universitets konsthistoriska institution. 1928 blev han professor vid Albertus-Universität i Königsberg (nuvarande Kaliningrad). Här blev han kvar under hela naziepoken (1933-45) som den ende tyske konsthistorikern i så kallad innere Emigration, då han avstod från alla publiceringar. 1945 tillträdde han en professur vid Universität Halle. 1950 lämnade han DDR av politiska skäl.

## Skrifter
- Abstraktion und Einfühlung (München, 1907)
- Formprobleme der Gotik (München, 1911)
- Problematik der Gegenwartskunst (München, 1948)

### Fotnoter
1. ↑  Svensk översättning Den skapande livsutvecklingen (1911)
2. ↑  "Ästhetischer Genuss ist objektivierter Selbstgenuss"
3. ↑  „Wir genießen in den Formen eines Kunstwerks uns selbst.“
4. ↑  "Wie der Einfühlungsdrang als Voraussetzung des ästhetischen Erlebens seine Befriedigung in der Schönheit des Organischen findet, so findet der Abstraktionsdrang seine Schönheit im lebensverneinenden Anorganischen, im Kristallinischen, allgemein gesprochen, in aller abstrakten Gesetzmäßigkeit und Notwendigkeit." (Abstraktion und Einfühlung, s. 36)
5. ↑  "Inre emigration" (se engelska Wikipedia) - eller "inre exil" - syftar på ett förhållningssätt hos författare och konstnärer under den nationalsocialistiska eran, vilket innebar ett oppositionellt avståndstagande från regimen, men utan att lämna landet. Wilhelm Worringer delade detta förhållningssätt med flera andra, som t. ex. Otto Dix och Erich Kästner.